# Luis López Fernández
Luis López Fernández (San Pedro Sula, 13 de setembro de 1993), é um futebolista hondurenho que atua como goleiro. Atualmente, joga pelo Real España.

## Carreira

### Copa de 2014
Fez parte do elenco da Seleção Hondurenha de Futebol, na Copa do Brasil.

### Rio 2016
Luis Lopez fez parte do elenco da Seleção Hondurenha de Futebol nas Olimpíadas de 2016.